# Bernd Jessa
Bernd Jessa (* 23. September 1949; † 22. Dezember 2002) war ein deutscher Fußballspieler.

## Sportliche Laufbahn
Der Mittelfeldspieler Jessa gelangte 1966 noch als Jugendlicher von der BSG Lokomotive Güstrow zum F.C. Hansa Rostock, wo er zunächst im Juniorenbereich eingesetzt wurde. Ab März 1970 spielte Jessa für den zweitklassigen DDR-Ligisten KKW Nord Greifswald, für den er bis Dezember 1970 in ununterbrochener Reihenfolge 26 Punktspiele im Angriff oder im Mittelfeld absolvierte und dabei sechs Tore erzielte. Zu Beginn des Jahres 1971 wechselte Jessa zu Hansa Rostock zurück und spielte für den Rest der Saison elfmal in der 2. Mannschaft, die ebenfalls in der DDR-Liga spielte.
In der Spielzeit 1971/72 der DDR-Oberliga rückte Jessa in die erste Rostocker Mannschaft auf und absolvierte am 28. August 1971 seinen ersten Einsatz in der höchsten Spielklasse der DDR, worauf im Laufe der Saison noch vier weitere Einsätze folgten. 1972/73 absolvierte Jessa noch sechs Partien zu Saisonbeginn der Oberliga und einen Einsatz im FDGB-Pokal, wurde im weiteren Saisonverlauf jedoch nicht mehr für Rostocks erste Mannschaft aufgeboten.
Im Sommer 1973 erfolgte Jessas Wechsel zur BSG Stahl Brandenburg, für die er in den Spielzeiten 1973/74 bis 1975/76 in der zweitklassigen DDR-Liga 40 Punktspiele vorwiegend als Mittelfeldspieler bestritt. Mit der Stahlmannschaft belegte er nur Plätze im Mittelfeld der Abschlusstabelle. So wechselte er 1976 weiter zum damaligen Oberliga-Aufsteiger 1. FC Union Berlin, für den er in seiner ersten Saison 1976/77 13 Einsätze bestritt. Mit nur fünf Oberliga-Einsätzen in der folgenden Spielzeit 1977/78 gehörte Jessa daraufhin aber nur noch zu den Reservisten des Fußballclubs. Nachdem er in der Spielzeit 1978/79 nochmals 15 Oberliga-Einsätze für die Berliner bestritten hatte, wechselte er schließlich von Union zum Stadtrivalen BSG KWO Berlin.
Mit der aus der drittklassigen Bezirksliga aufgestiegenen Mannschaft gelang Jessa 1979/80 der Klassenerhalt in der DDR-Liga. Nach nur einer Spielzeit wechselte er jedoch weiter zum Liga-Konkurrenten BSG Chemie PCK Schwedt, mit dem er 1981/82 knapp die Aufstiegsspiele zur Oberliga verpasste. Nachdem Schwedt 1982/83 nur noch im Mittelfeld der Abschlusstabelle rangiert und 1983/84 aufgrund der Reduzierung der DDR-Liga den Abstieg in die Bezirksliga hatte hinnehmen müssen, beendete Jessa 1984 schließlich seine Karriere als Fußballspieler.
Nach dem Ende seiner Fußballspieler-Laufbahn kehrte Jessa zum 1. FC Union Berlin zurück. Dort arbeitete er zunächst im organisatorischen Bereich und trainierte später Kinder- und Knabenmannschaften des Klubs.